# Ghimeș-Făget
Ghimeș-Făget (ungarisch Gyimesbükk) ist eine Gemeinde im Kreis Bacău in Rumänien. Gemeindesitz ist das Dorf Făget.

## Geographische Lage

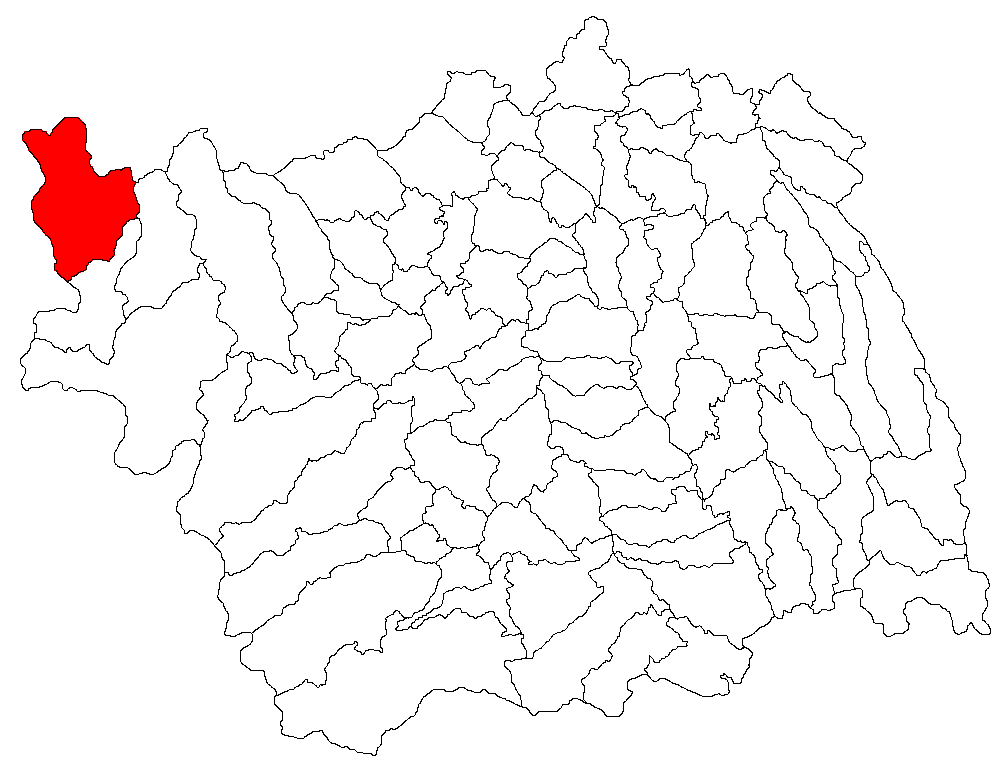
Lage der Gemeinde Ghimeș-Făget im Kreis Bacău

Die Gemeinde Ghimeș-Făget befindet sich in den Ostkarpaten zwischen dem Tarcău- und dem Ciucului-Gebirge. Am Oberlauf des Trotuș – ein rechter Nebenfluss des Sereth – liegt Ghimeș-Făget an der Nationalstraße DN12A und der Bahnstrecke Sfântu Gheorghe–Siculeni–Adjud etwa 40 Kilometer nordwestlich von der Kleinstadt Comănești; die Kreishauptstadt Bacău befindet sich ca. 100 Kilometer östlich von Ghimeș-Făget entfernt.
Die Ortschaft befindet sich im Osten des Kreises Bacău in der Region Siebenbürgen im historischen Szeklerland, unweit des auf 1159 m Höhe gelegenen Gyimespasses.⊙

## Geschichte

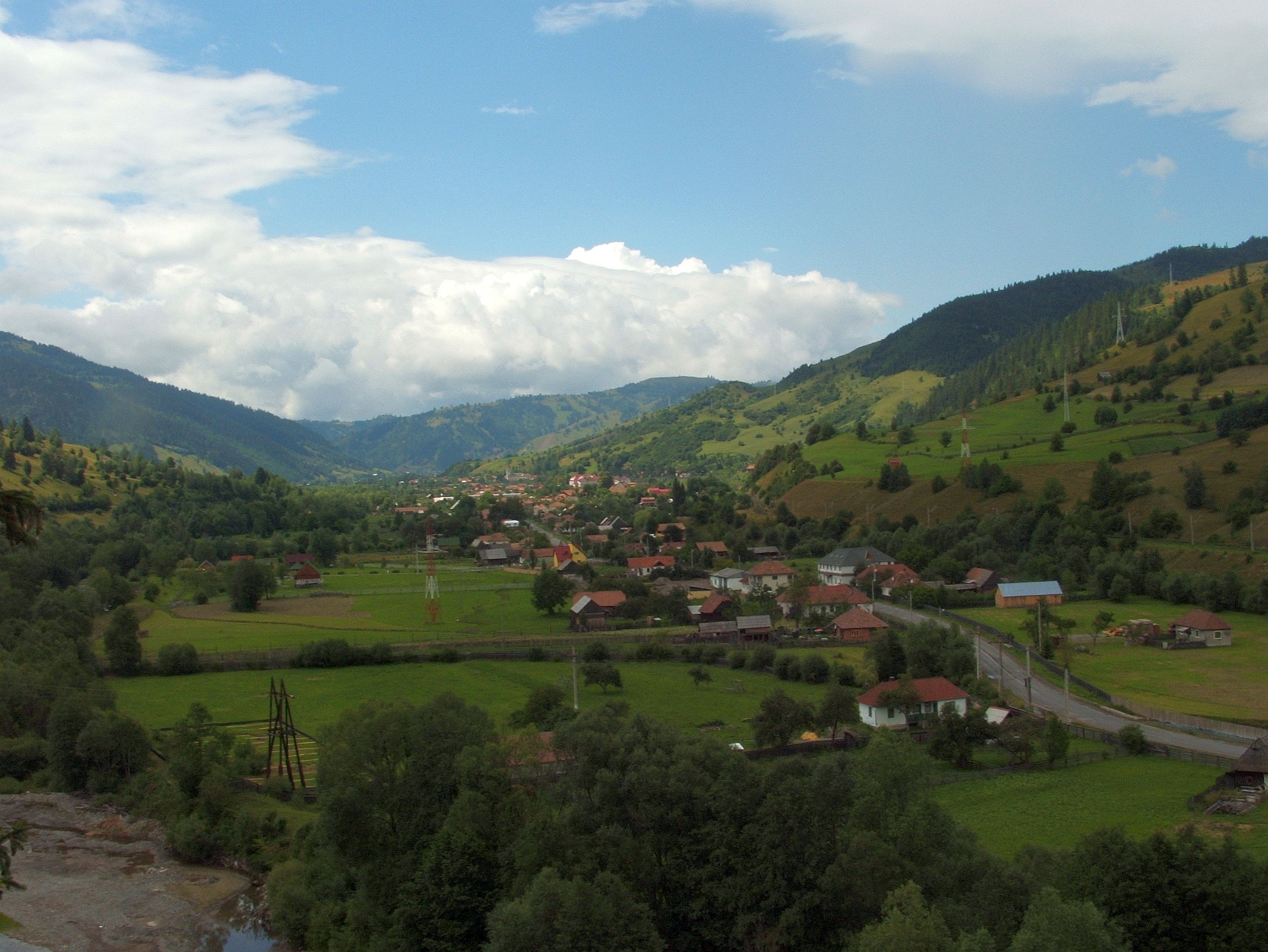
Blick auf Ghimeș-Făget

Der Ort wurde erstmals 1476 urkundlich erwähnt. Im historischen Stuhlbezirk Felcsíki (Obercsík) des Csík Komitats befindet sich der Ort etwa 20 Kilometer nördlich der Ghimeș-Klamm und der östlichen Grenze des Königreichs Ungarn zur Moldau. Hier am rechten Ufer des Trotuș stand die im 17. Jahrhundert errichtete Rákóczi-Grenzburg.
Die örtliche katholische Gemeinde Hl. Eucharistia betreibt dort ein Pfarrzentrum, welches 2008 eingeweiht wurde. Die rumänische Kirchengemeinde ist Patengemeinde der katholischen Pfarrgemeinde St. Konrad in Bergisch Gladbach-Hand.

## Bevölkerung
Die Einwohner sind zu 60 % Ungarn. Bei der Volkszählung 2002 wurden in Ghimeș-Făget 5340 Einwohner registriert, darunter 2720 Magyaren, 2522 Rumänen, 25 Roma, 71 Tschango und zwei andere. 2021 bekannten sich von den 4928 Gemeindebewohner 2637 als Magyaren, 2098 als Rumänen, 22 als Roma, vier als Ukrainer.